# Lundbläcksvamp
Lundbläcksvamp (Coprinopsis insignis) är en svampart som först beskrevs av Peck, och fick sitt nu gällande namn av Redhead, Vilgalys & Moncalvo 2001. Lundbläcksvamp ingår i släktet Coprinopsis och familjen Psathyrellaceae.  Arten är reproducerande i Sverige. Inga underarter finns listade i Catalogue of Life.